# بحيرة أوفيراهاين
```
بحيرة أوفيراهاين
 هي بحيرة تقع في بلديات 
نوره أو يوفدال (النرويج)
 
وهولئ (النرويج)
 في مقاطعة 
بوسكرود
،
النرويج
. تقع البحيرة في شرق هاردانجرفيدا وتقع جزئيا في متنزه هاردانجرفيدا الوطني.
[
1
]
```